# Distretto regionale di Columbia-Shuswap
Il distretto regionale di Columbia-Shuswap (CSRD) è un distretto regionale della Columbia Britannica, Canada di 50.141 abitanti, che ha come capoluogo Salmon Arm.

## Comunità
- Città e comuni
  - Golden
  - Revelstoke
  - Salmon Arm
  - Sicamous
- Villaggi e aree esterne ai comuni
  - Columbia-Shuswap A
  - Columbia-Shuswap B
  - Columbia-Shuswap C
  - Columbia-Shuswap D
  - Columbia-Shuswap E
  - Columbia-Shuswap F